# Ivanka pri Nitre
Ivanka pri Nitre – wieś i gmina (obec) w powiecie Nitra, w kraju nitrzańskim na Słowacji. Znajduje się tuż po południowej stronie Nitry, nad brzegami rzeki Nitra na Nizinie Naddunajskiej. Przez miejscowość przechodzi droga krajowa nr 64. 